# Oliver Steller

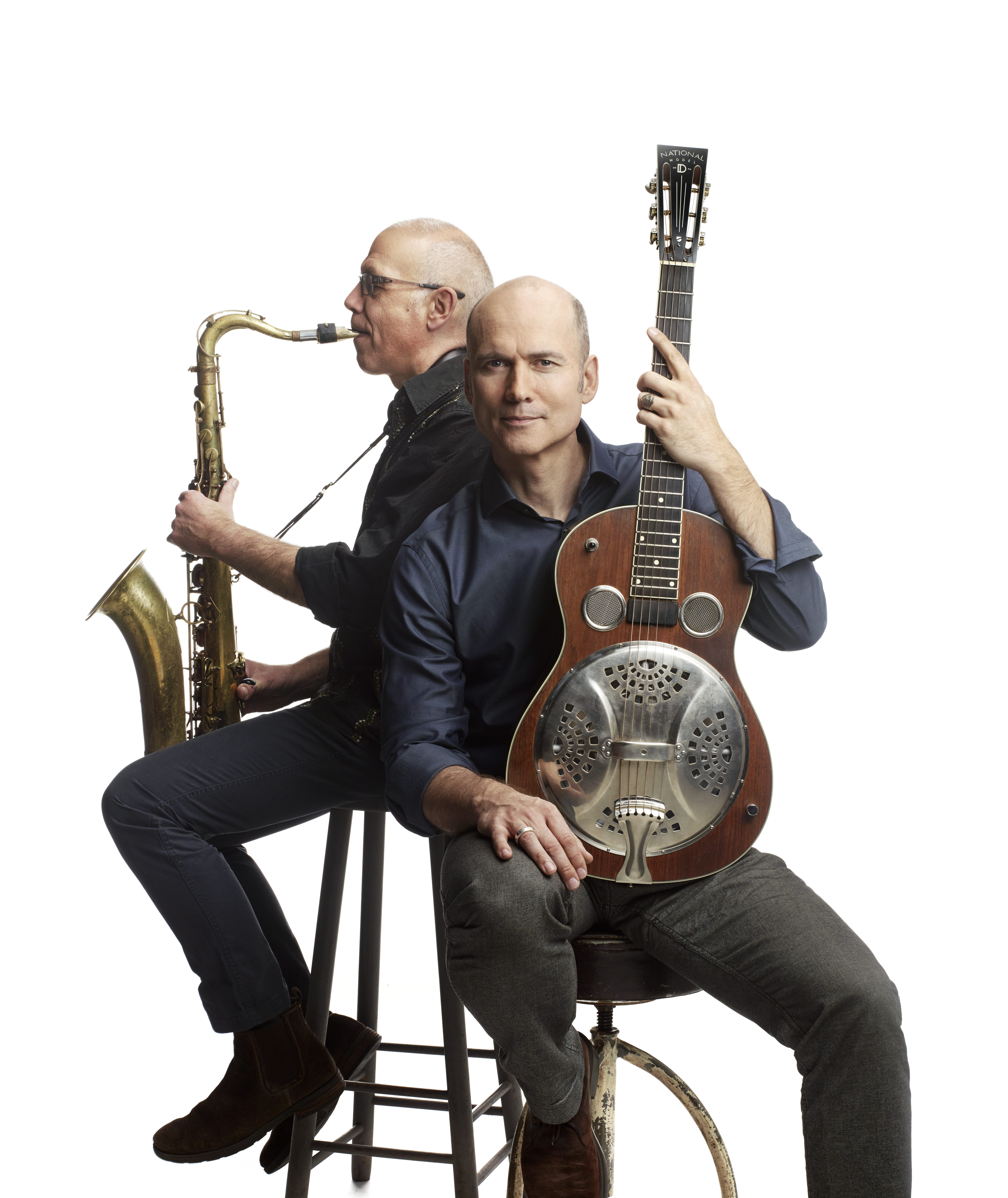
Oliver Steller (vorne), Programm Spiel der Sinne (2016)

Oliver Steller (* 27. August 1967 in Bonn) ist ein deutscher Rezitator,  Musiker und Fotograf. Er verknüpft Musik und Literatur.

## Leben und Wirken
Aufgewachsen und zur Schule gegangen ist Oliver Steller im Rheinland. Neben dem Abitur an der Otto-Kühne-Schule in Bonn absolvierte er die High-School in Los Angeles. Er studierte Gitarre, Komposition und Gesang am Berklee College of Music in Boston. Als freischaffender Musiker arbeitete Oliver Steller ein Jahr in Boston und drei Jahre in Chicago. In dieser Zeit entstanden neben Live-Auftritten unter anderem Aufnahmen mit Tom Coster (Santana), Charmaine Neville, Robert Irving III (Miles Davis) und Louisiana Red. In Boston hatte Oliver Steller ein Funk-Trio mit Abe Laboriel junior (Paul McCartney, Sting, Eric Clapton) und Matt Garrison (Herbie Hancock, Paul Simon).
Nach seinem Aufenthalt in den USA kehrte er nach Deutschland zurück und traf auf Lutz Görner. Das Duo Görner/Steller arbeitete mehrere Jahre zusammen und bearbeitete Werke von Kurt Tucholsky, Else Lasker-Schüler, Johann Wolfgang Goethe und Bertolt Brecht sowie ein Kinderprogramm. 1994 begann Steller, unter der Leitung von Lutz Görner, als Rezitator. Seitdem hat er zahlreiche Programme auf die Bühne gebracht.
Im Jahr 2000 erhielt Oliver Steller den Preis der deutschen Schallplattenkritik für seine Kinderprogramme. Im darauffolgenden Jahr wurde er in der FAZ als „Stimme deutscher Lyrik“ bezeichnet. Seit 2005 begleiten Dietmar Fuhr am Kontrabass und Bernd Winterschladen (Saxophon) Oliver Steller auf seinen Deutschlandtourneen. 2011 tourte er zusätzlich mit dem singenden Stehschlagzeuger Thomas Diemer, der ihn bei seinem 4. Kinderprogramm durch Deutschland begleitete. Seit 2011 führt Steller Coachings im freien Vortragen durch. 2014 spielte Steller einen Teil der Filmmusik für den  Film Beltracchi – Die Kunst der Fälschung, der mit dem Deutschen Filmpreis ausgezeichnet wurde. Das Musikproduzentenduo Dürbeck & Dohmen, das die Filmmusik komponiert hat, verpflichtete Oliver Steller für die Gitarren-Soli in Anlehnung an Jimmy Page und Jimi Hendrix.
Zum 20. Bühnenjubiläum als Rezitator präsentierte Steller 2015 das Beste aus seinen Programmen und drei Jahrhunderten deutscher Dichtung, begleitet vom Keyboarder Friso Lücht, dem Percussionisten Holger Mertin, dem Saxophonisten Bernd Winterschladen und Dietmar Fuhr am Kontrabass.
Für sein fünftes Kinderprogramm hat Oliver Steller im April 2015 den deutschen Schallplattenpreis erhalten. Im Mai 2015 ist Steller Schirmherr von „Abenteuer Lernen“ geworden.
Während der Corona-Krise 2019–2021 waren Bühnenauftritte nicht möglich. Oliver Steller, der zuvor schon jahrzehntelang als Amateur fotografiert hatte, nutzte die erzwungene Pause, um sich in professioneller Fotografie auszubilden. Alexandra Höner und Robert Eikelpoth wurden seine Mentorin und sein Mentor, und er investierte in eine professionelle Fotoausrüstung. Am 14. Juli 2021 wurden seine Arbeiten in einer Sendung der Reihe Hier und Heute im WDR gewürdigt. Seitdem ist er mit seinen Fotografien in Ausstellungen vertreten.
Oliver Steller ist seit 1994 verheiratet und hat zwei Kinder.

## Bühnenprogramme
- Von Goethe bis heute – Gedichte aus drei Jahrhunderten (1994)
- Gedichte für Kinder 1 – Lieder, Balladen und Zaubereien (1994)
- Erich Kästner – Zum 100. Geburtstag (1999)
- Kurt Tucholsky – Lieder und Texte (2000)
- Gedichte für Kinder 2 – Lieder, Balladen und Zaubereien (2001)
- Lust und Liebesgedichte – Aus drei Jahrhunderten (2002)
- Zeitgenössische Lyrik – Das Verschwinden der Ferne (2003)
- Rainer-Maria Rilke – Zwischen den Sternen (2005)
- Friedrich Hölderlin – Echo des Himmels (2007)
- Gedichte für Kinder 3 – Lieder, Balladen und Zaubereien (2007)
- Heinrich Heine – Schlage die Trommel (2009)
- Gotthold Ephraim Lessing – Alles oder Nichts (2011)
- Gedichte für Kinder 4 – Lieder, Balladen und Zaubereien (2012)
- Christian Morgenstern – Frag nicht lang (2014)
- Gedichte für Kinder 5 – Lieder, Balladen und Zaubereien (2015)
- Oliver Steller Quintett – poesie&musik (2015)
- Dichterinnen – Spiel der Sinne (2016)
- Gedichte für Kinder 6 – Lieder, Balladen und Zaubereien (2018)
- Oliver Steller spricht und singt Robert Gernhardt – hell&schnell (2019)
- Oliver Steller spricht und singt Balladen – Das Gedicht Plus (2025)

## Diskografie
- 1995: Oliver Steller spricht und singt Gedichte für Kinder 1 (CD)
- 1997: Oliver Steller spricht und singt Gedichte von Goethe bis heute (CD)
- 1999: Oliver Steller spricht und singt Erich Kästner (CD)
- 2000: Oliver Steller spricht und singt Kurt Tucholsky (CD)
- 2000: Oliver Steller spricht und singt Gedichte für Kinder 2 (CD)
- 2001: Oliver Steller spricht und singt Liebeslieder (CD)
- 2002: Oliver Steller spricht und singt zeitgenössische Lyrik (CD)
- 2003: Lieder ohne Worte – Musik – (CD)
- 2004: Oliver Steller singt vier Liebesgedichte von Peter-T.Schulz (CD)
- 2005: Oliver Steller spricht und singt Rilke (CD)
- 2007: Oliver Steller spricht und singt Hölderlin (CD)
- 2007: Oliver Steller spricht und singt Gedichte für Kinder 3 (CD)
- 2009: Oliver Steller spricht und singt Heinrich Heine (CD)
- 2011: Oliver Steller spricht und singt Gotthold Ephraim Lessing (CD)
- 2011: Oliver Steller spricht und singt Gedichte für Kinder 4 (CD)
- 2013: Oliver Steller spricht und singt Christian Morgenstern (CD)
- 2014: Oliver Steller spricht und singt Gedichte für Kinder 5 (CD)
- 2015: Oliver Steller Quintett – poesie&musik (CD)
- 2016: Oliver Steller – Dichterinnen – Spiel der Sinne (CD)
- 2018: Oliver Steller spricht und singt Gedichte für Kinder 6 (CD)

## Buchveröffentlichungen
- 2005: Rilke – Zwischen den Sternen (Taschenbuch)
- 2009: Heine – Schlage die Trommel (Taschenbuch)
- 2011: Lessing – Alles oder Nichts (Taschenbuch)
- 2013: Morgenstern – Frag nicht lang (Taschenbuch)
- 2013: Gedankensplitter – Ideenbuch (Gebundenes Buch)
- 2024: Balladen und Fotografien – (Leinengebundenes Buch)

## Auszeichnungen
- 1984: American Jazz Award – Berklee Parttime Scholarship
- 1985: Jugend Musiziert (Jazz)
- 2000: Preis der Deutschen Schallplattenkritik
- 2015: Preis der Deutschen Schallplattenkritik